# Державна установа радіаційного контролю та радіаційної безпеки Білорусі «Беллесрад»
Установа Беллесрад — коротка назва Державної установи радіаційного контролю та радіаційної безпеки (Державна установа радіаційного контролю та радіаційної безпеки «Беллесрад») Білорусі. Державна установа радіаційного контролю та радіаційної безпеки «Беллесрад» є організацією Міністерства лісового господарства Республіки Білорусь. Була створена для ліквідації наслідків чорнобильської катастрофи в Білорусі.
Назва походить від скорочення БелЛесРад.
Станом на 2016 рік організація носить назву "Беллесозащита", функції залишилися ті ж само. Сайт також змінив домен, старий не працює.

## Опис
Основною метою Установи є проведення єдиної наукової, технічної та інвестиційної політики в питаннях подолання наслідків катастрофи на Чорнобильській АЕС, забезпечення радіаційної безпеки працівників лісового господарства і населення, керівництво службою радіаційного контролю.
Основними завданнями є:
- Організація дієвого радіаційного контролю в лісах і на об'єктах лісового господарства, лісової продукції, доз опромінення працівників;
- Систематизація даних про радіаційну обстановку в лісах, внесення поточних змін за результатами контролю радіоактивного забруднення в бази даних інформаційної системи «Радіоактивне забруднення лісів. RadFor»;
- Організація і проведення моніторингу в забруднених радіонуклідами лісах;
- Розробка та надання інформації про радіаційну обстановку в лісах;
- Контроль діяльності підвідомчих Мінлісгоспу організацій з питань забезпечення радіаційної безпеки та проведення радіаційного контролю;
- Підготовка нормативних та методичних документів ведення лісового господарства в зонах радіоактивного забруднення.

До складу Установи входять три підрозділи:
- Відділ радіаційного моніторингу лісу (організовує проведення радіаційного обстеження лісів, лісосік; радіаційного моніторингу в лісах з 1991 року. Узагальнює і систематизує результати контролю радіоактивного забруднення в Інформаційній системі «Радіоактивне забруднення лісів. RadFor», розробляє картки радіоактивного забруднення. Інформаційна система «Радіоактивне забруднення лісів. RadFor» вдосконалена в ході робіт по програмі Союзної держави Білорусі і Росії),
- Відділ радіаційної безпеки (Проводить контроль індивідуальних доз зовнішнього опромінення, щільності потоку бета-частинок, радіаційне обстеження об'єктів та робочих місць. Розробляє та виготовляє інформаційні матеріали з питань радіаційного контролю та радіаційної безпеки),
- Центральна лабораторія радіометрії і спектрометрії (Основною метою діяльності лабораторії є отримання об'єктивної інформації про радіоактивне забруднення лісової продукції, радіаційну обстановку в лісах. Основними завданнями є: організація та проведення моніторингових досліджень забруднених радіонуклідами лісів, радіаційного контролю лісової продукції, проведення єдиної наукової і технічної політики в системі радіаційного контролю галузі).

Установа «Беллесрад» та структурні підрозділи служби радіаційного контролю Мінлісгоспу мають ліцензії на здійснення контролю радіоактивного забруднення, акредитовані згідно з міжнародними вимогами ISO 9000.

## Завдання
Здійснює:
- Радіаційне обстеження земель лісового фонду
- Радіаційне обстеження лісосік
- Радіаційний контроль: деревини та продукції з неї, деревного палива (відходів лісозаготівель, відходів лісопиляння), харчових продуктів, сільськогосподарської сировини і кормів, лікарсько-технічної сировини, будівельних матеріалів
- Радіаційний контроль на виробничих об'єктах, робочих місцях
- Контроль індивідуальних доз зовнішнього опромінення працівників, щільності потоку бета-частинок на поверхні об'єктів
- Розробку нормативних документів (правил, ТКП, методик, схем радіаційного контролю), інформаційних матеріалів про радіаційну обстановку в лісах: карт-схем радіоактивного забруднення лісництв, лісгоспів, рекомендацій у вигляді листівок, плакатів, буклетів, брошур
- Радіаційний моніторинг у лісах